# سالار آبنوش
سالار ولایت‌مدار با نام پیشین سالار آبنوش (زاده ۱۲ اردیبهشت ۱۳۴۱) سرتیپ دوم سپاه پاسداران انقلاب اسلامی است، که هم‌اکنون در دورهٔ دوازدهم مجلس شورای اسلامی به‌عنوان نماینده قزوین حضور دارد و از اعضای کمیسیون امنیت ملی و سیاست خارجی است.
وی از ۱۳۸۷ تا ۱۳۹۳ فرماندهی سپاه صاحب‌الامر قزوین را برعهده داشت، از ۱۳۹۳ تا ۱۳۹۶ جانشین فرمانده قرارگاه سازندگی خاتم‌الانبیاء بود و از ۱۳۹۶ تا ۱۳۹۹ به‌عنوان معاون مقاومت مردمی و عملیات سازمان بسیج مستضعفین فعالیت می‌کرد.

## زندگی‌نامه
سالار ولایت مدار (آبنوش) در ۱۲ اردیبهشت ۱۳۴۱ در استان همدان زاده شد. او دوران کودکی و نوجوانی خود را تا دریافت مدرک دیپلم در شهر همدان سپری کرد. وی از ابتدای سال ۱۳۵۹ تا پایان جنگ ایران و عراق نیز در استان خوزستان و کردستان حضور داشت.

## تحصیلات
- کارشناسی حقوق از دانشگاه آزاد اسلامی
- کارشناسی ارشد مدیریت گرایش علوم استراتژیک از دانشگاه جامع امام حسین
- دکترای تخصصی علوم سیاسی گرایش مسائل ایران از دانشگاه آزاد اسلامی
- گذراندن دوره‌های عالی تخصصی، دفاعی، نظامی و امنیتی
- دانش‌آموخته دوره فرماندهی و ستاد (دافوس)

## مسئولیت‌ها
- فرمانده سپاه صاحب‌الامر[۶][۷][۸]
- معاونت هماهنگ‌کننده و جانشین قرارگاه خاتم‌الانبیا[۹][۱۰]
- فرمانده عملیات بسیج ایران[۳][۱۱]
- جانشین لشکر ۳۲ انصار الحسین[۵][۱۲]
- فرمانده تیپ ۱۲ قائم آل محمد[۱۳][۱۴]

## تحریم‌ها
اتحادیه اروپا در ۲۳ ژانویه ۲۰۲۳ سالار آبنوش را در فهرست تحریم خود قرار داد و دارایی‌های وی مسدود و از دریافت ویزای کشورهای عضو این اتحادیه ممنوع شد .وی همچنین توسط دولت‌های آمریکا، انگلیس، کانادا، استرالیا و نیوزیلند، به‌علت نقض حقوق شهروندان ایرانی، تحت تحریم سیاسی و اقتصادی قرار گرفته است.

## نمایندگی مجلس
- وی در دوره یازدهم مجلس با کسب ۲۲ هزار رأی از مجموع ۵۰ هزار رای نفر دوم شد.[۱۸][۱۹]
- سالار آبنوش نامزد تأیید صلاحیت شده استان قزوین، البرز و ابیک در دوره دوازدهم مجلس می‌باشد.[۲۰]

وی در انتخابات مجلس شورای اسلامی که در تاریخ ۱۱ اسفند ۱۴۰۲ برگزار شد با کسب ۶۰ هزار رای از حوزه انتخابیه قزوین، البرز و آبیک از استان قزوین به عنوان نماینده اول استان انتخاب گردد و به مجلس راه یابد.